# Paray-Douaville
Paray-Douaville ist eine französische Gemeinde mit 216 Einwohnern (Stand: 1. Januar 2022) im Département Yvelines in der Region Île-de-France. Sie gehört zum Arrondissement Rambouillet und zum Kanton Rambouillet (bis 2015: Kanton Saint-Arnoult-en-Yvelines).

## Geographie
Paray-Douaville befindet sich etwa 38 Kilometer südwestlich von Paris in der Beauce. Umgeben wird Paray-Douaville von den Nachbargemeinden Boinville-le-Gaillard im Norden, Allainville im Osten, Sainville im Süden und Südosten, Aunay-sous-Auneau im Westen und Südwesten sowie Orsonville im Westen und Nordwesten.
Durch die Gemeinde verläuft die Route nationale 191. 

## Bevölkerungsentwicklung
| Jahr                      | 1962 | 1968 | 1975 | 1982 | 1990 | 1999 | 2006 | 2013 |
| Einwohner                 | 130  | 161  | 140  | 146  | 131  | 162  | 224  | 251  |
| Quelle: Cassini und INSEE |      |      |      |      |      |      |      |      |

## Sehenswürdigkeiten
- Kirche Saint-Pierre aus dem 15. Jahrhundert, teilweise Umbauten um 1777
- Schloss Douaville aus dem 18. Jahrhundert

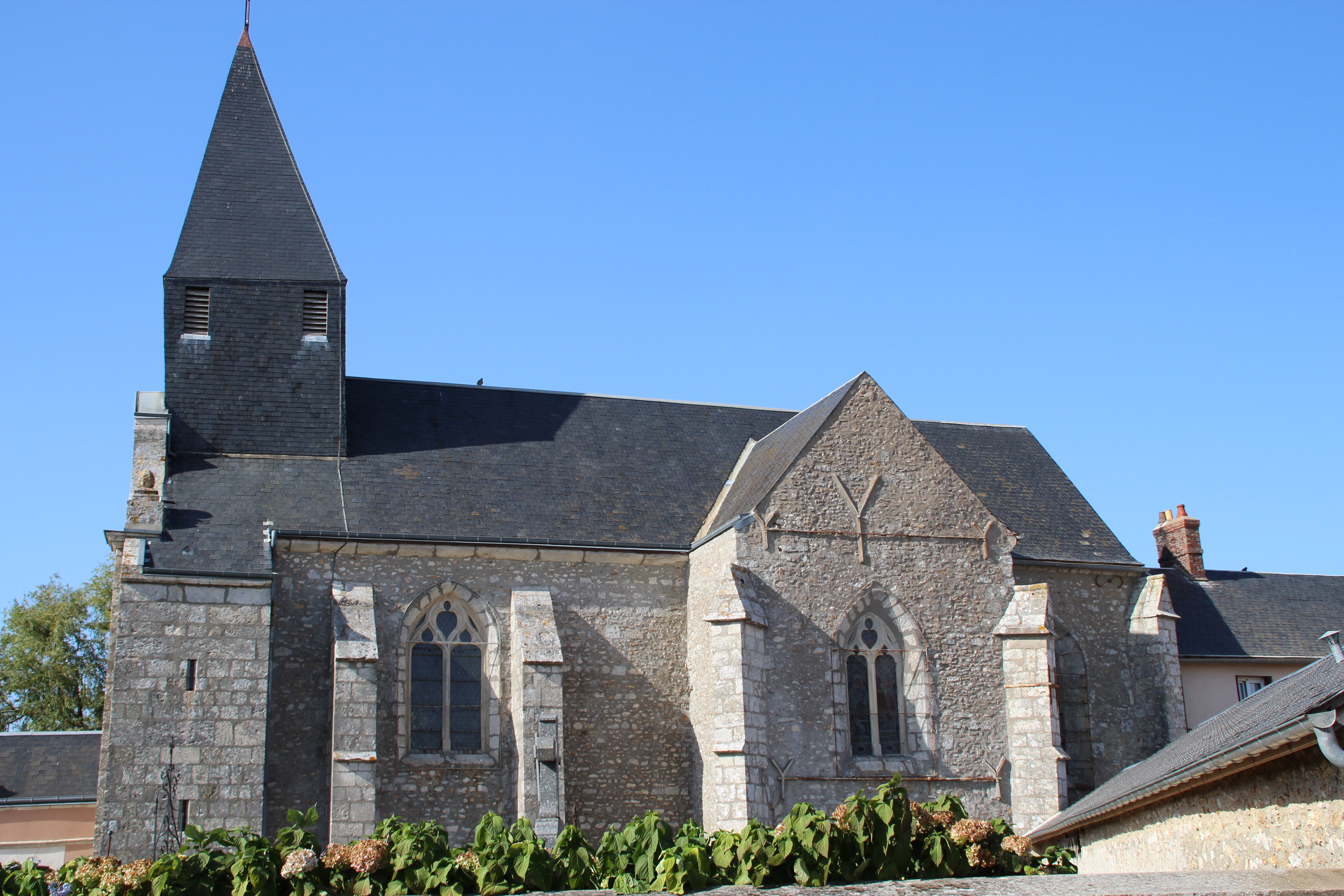
Kirche Saint-Pierre